# Panfilowo (Kaliningrad, Nesterow)
Panfilowo (russisch Панфилово, deutsch Podszohnen, 1936–1938: Podschohnen, 1938–1945: Buschfelde (Ostpr.)) ist ein verlassener Ort im Rajon Nesterow der russischen Oblast Kaliningrad.
Die Ortsstelle befindet sich zweieinhalb Kilometer westlich von Tschernjachowo (Laukupönen/Erlenbach) einige hundert Meter nördlich der im Personenverkehr nicht mehr betriebenen Bahnstrecke Gołdap–Nesterow (Goldap–Stallupönen/Ebenrode), an welcher der Ort sowohl in deutscher als auch in russischer Zeit einen Haltepunkt besaß.

## Geschichte
Der Ort wurde 1539 als Budupis erwähnt. Aus dem 16. und 17. Jahrhundert sind die Schreibweisen Pondschkeim, Potzkemen, Pantkannttschen, Ponttskampy und Pontschckampy überliefert. 1785 schrieb sich der Ort Podszonen und war ein meliertes Dorf mit 33 Feuerstellen. Um 1820 hatte das weiterhin als meliert bezeichnete Dorf 182 Einwohner. 1874 wurde die Landgemeinde Podszohnen namensgebend für einen neu gebildeten Amtsbezirk im Kreis Stallupönen. 1936 wurde die Schreibweise des Ortes in Podschohnen geändert und 1938 wurde der Ort in Buschfelde (Ostpr.) umbenannt.
Im Oktober 1944 wurde der Ort von der Roten Armee besetzt und kam in der Folge mit dem nördlichen Ostpreußen zur Sowjetunion. 1947 erhielt er den russischen Namen Panfilowo und wurde gleichzeitig dem Newski selski Sowet im Rajon Nesterow zugeordnet. Nach dessen Auflösung im Jahr 1954 gelangte der Ort in den Pokryschkinski selski Sowet. Panfilowo wurde vor 1975 aus dem Ortsregister gestrichen.

### Einwohnerentwicklung
| Jahr | Einwohner |
| ---- | --------- |
| 1867 | 385       |
| 1871 | 364       |
| 1885 | 372       |
| 1905 | 373       |
| 1910 | 361       |
| 1933 | 349       |
| 1939 | 296       |

### Amtsbezirk Podszohnen (Buschfelde (Ostpr.)) 1874–1945
Der Amtsbezirk Podszohnen wurde 1874 im Kreis Stallupönen eingerichtet. Er bestand aus sechs Landgemeinden. Ab 1935 hießen diese Gemeinden. 1936 wurde die Schreibweise des Amtsbezirks in Podschohnen geändert. 1938 oder 1939 wurde der Name der Amtsbezirks in Buschfelde (Ostpr.) geändert. Dieser befand sich nun im umbenannten Landkreis Ebenrode.
| Name            | Änderungsname von 1938 | Russischer Name nach 1945 | Bemerkungen                |
| --------------- | ---------------------- | ------------------------- | -------------------------- |
| Datzkehmen      | Datzen                 |                           |                            |
| Egglenischken   | Tannenmühl             | Repino                    |                            |
| Laukupönen      | Erlenhagen             | Tschernjachowo            |                            |
| Mitzkaweitschen | Ellerau (Ostpr.)       |                           |                            |
| Podszohnen      | Buschfelde (Ostpr.)    | Panfilowo                 | 1936 bis 1938: Podschohnen |
| Tauerkallen     | Tauern                 |                           |                            |

Davon ist nur noch das ehemalige Laukupönen/Erlenhagen, heute Tschernjachowo, bewohnt.

## Kirche
Podszohnen/Buschfelde gehörte zum evangelischen Kirchspiel Pillupönen.